# Liolaemus fittkaui
Espèce
Liolaemus fittkaui est une espèce de sauriens de la famille des Liolaemidae.

## Répartition
Cette espèce est endémique du département de Cochabamba en Bolivie.

## Étymologie
Cette espèce est nommée en l'honneur d'Ernst Josef Fittkau (1927-).

## Publication originale
- Laurent, 1986 : Descripciones de nuevas Iguanidae del genero Liolaemus. Acta Zoologica Lilloana, vol. 38, no 2, p. 87-105.